# Convulsione
La convulsione è una violenta contrazione involontaria di alcuni muscoli volontari. Non provocano alcuna conseguenza permanente, nel caso ad esempio del risveglio da un'anestesia totale sono una conseguenza normale.
Alcune cause delle convulsioni sono: infezioni virali, tumori, emorragie cerebrali, tossiemie (come l'uremia o avvelenamento da piombo o cocaina), disturbi del metabolismo (come l'ipoglicemia), alcolismo acuto o cronico, l'assunzione di droghe (come la Benzilpiperazina). L'epilessia è una patologia cronica caratterizzata in molte sue forme da episodi convulsivi ricorrenti, in assenza di altre possibili cause predisponenti alle convulsioni.
Alcuni farmaci anticonvulsivanti sono: diazepam, fenobarbitale e fenitoina. Comunque è necessario consultare immediatamente un medico, prima di somministrare qualunque farmaco o prodotto al soggetto, per evitare danni irrimediabili.

## Caratteristiche
Nei casi di convulsioni, il soggetto innanzitutto perde conoscenza, e, di conseguenza, cade al suolo. I muscoli si muovono in modo improvviso e non controllato. La persona può perdere temporaneamente il controllo dello sfintere anale e di quello vescicale.
Un soggetto affetto da un attacco di convulsioni può presentare rotazione degli occhi verso l'alto o lateralmente, la fuoriuscita di saliva dalla bocca e l'irrigidimento dei muscoli mandibolari, con il digrignamento dei denti, vomito e/o diarrea. Presenta difficoltà a svegliarsi e mal d'orecchie.
Il soggetto può presentare respirazione difficoltosa o con interruzioni temporanee seguite da atti respiratori rumorosi. Può eventualmente apparire cianotico.